# 大埔美開發案
大埔美開發案，是臺灣嘉義縣大林鎮的一個開發計畫，係因中央政府鼓勵發展生化科技產業，由嘉義縣政府主導規劃農地轉工業用地作為「大埔美工業區」。其中因為此開發案涉及土地徵收而引起社會注目。

## 開發爭議
2012年7月31日，嘉義地檢署偵辦大埔美香草藥草園區BOT案，被指涉嫌收取投標商潘忠豪賄賂的前後任嘉義縣長陳明文、張花冠分別以一百萬元及三百萬元交保候傳，潘忠豪十五萬元交保，其餘包括前經建會副主委張景森等五十多人全部請回。
2014年4月2日，律師呂秋遠在臉書披露徵收爭議，台灣蘋果日報網站刊出「大埔美開發 被徵收土地小民悲憤」。
2014年4月3日，嘉義地方法院針對嘉義縣長張花冠在大埔美開發案被控貪污罪一案，判決張花冠無罪。
2017年7月28日，臺灣高等法院高雄分院依洩密罪判嘉義縣長張花冠1年10月，得易科罰金。
至今，大埔美開發區土地閒置，甄選開發商達六次之多。

## 參看
- 大埔美精密機械園區